# Kostka Mengera

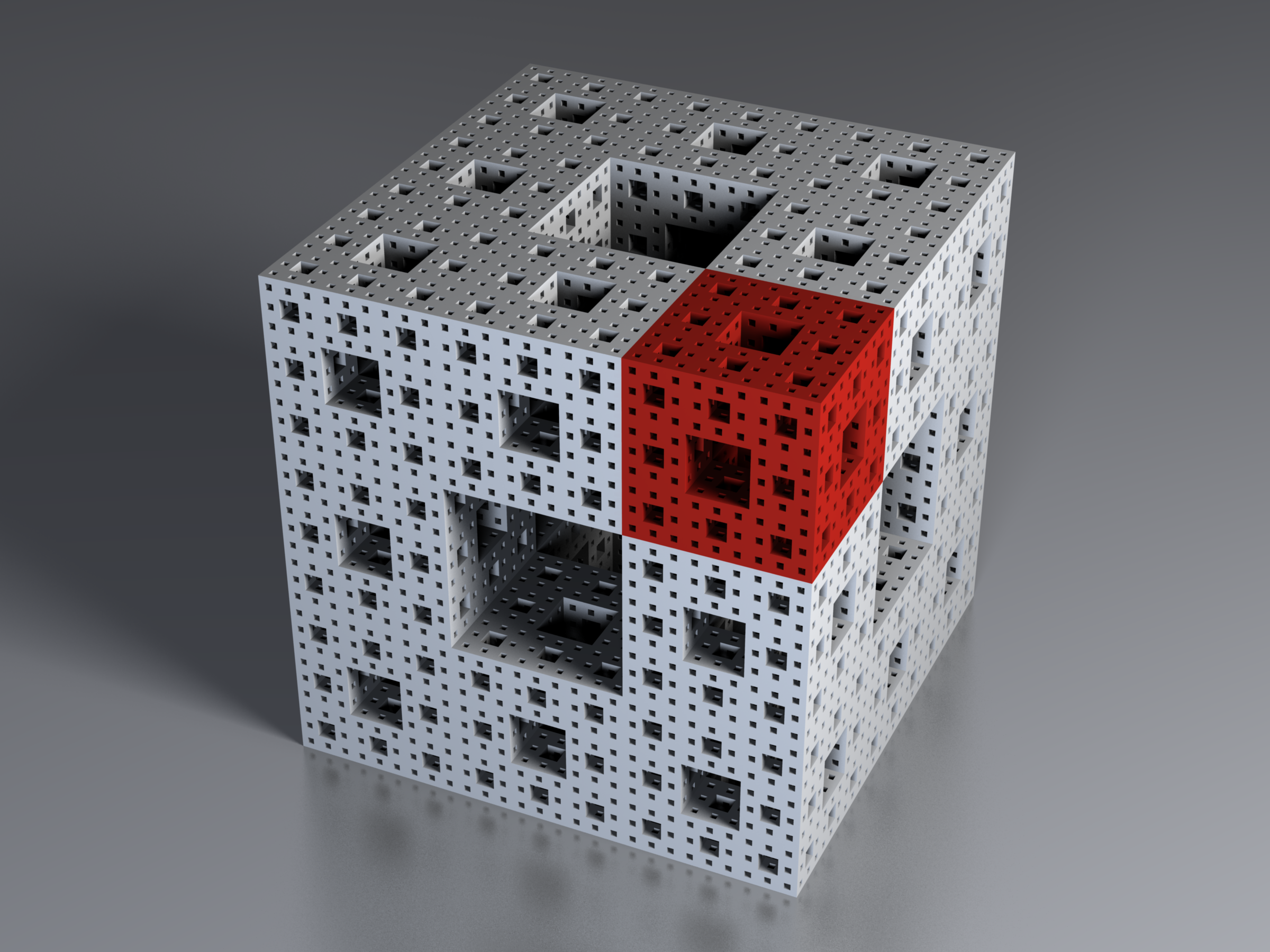
Kostka Mengera po 4 iteracjach IFS

Animacja kostki Mengera w czasie proporcjonalnym do stopnia rekurencji (1-4)

Nietrywialna wariacja kostki Mengera nawiązująca do przyrody, polegająca na rekurencyjnym zostawianiu 8 kostek narożnych i jednej środkowej – płatek śniegu Sierpińskiego-Mengera (5 stopni rekurencji). Ten ciekawy trójwymiarowy fraktal posiada dokładnie wymiar Hausdorffa niefraktalnego obiektu rodowicie dwuwymiarowego, np. płaszczyzny, tzn.

Kostka Mengera, gąbka Mengera – bryła fraktalna, trójwymiarowy odpowiednik zbioru Cantora i dywanu Sierpińskiego.
Wymiar fraktalny kostki Mengera wynosi: {\displaystyle \log _{3}20=\log(20)/\log(3)\approx 2{,}726833.}
Konstrukcja kostki została podana przez austriackiego matematyka Karla Mengera w roku 1927.

## Konstrukcja

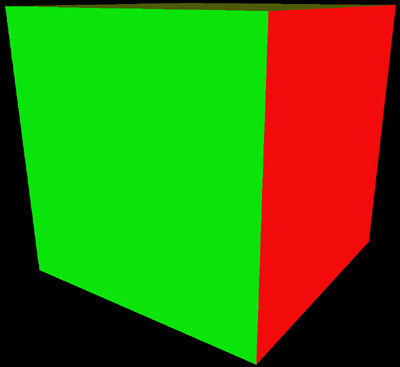
Sześcian
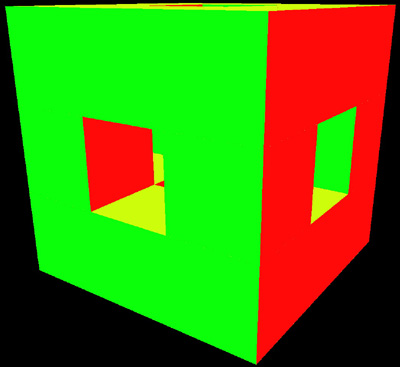
1. iteracja
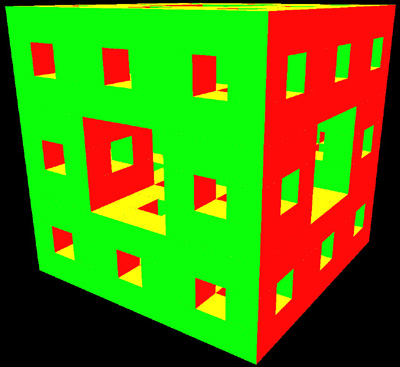
2. iteracja
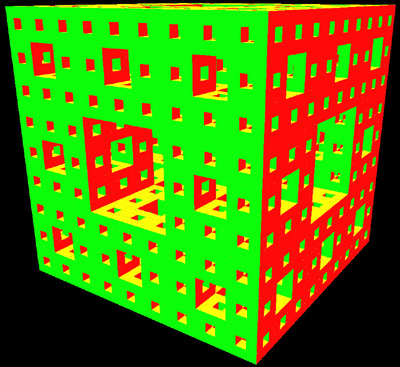
3. iteracja
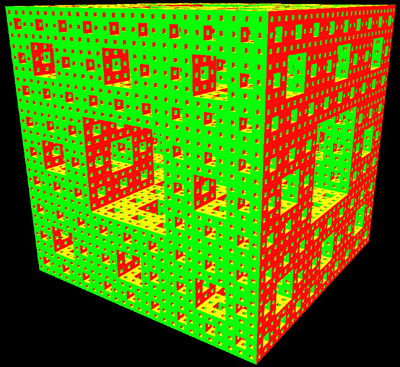
4. iteracja
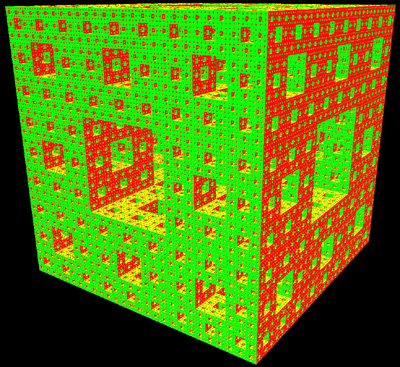
5. iteracja

Kostka Mengera powstaje w następujący sposób:
1. Dany jest sześcian (foremny).
2. Tniemy go na 27 sześcianów równej wielkości płaszczyznami równoległymi do ścian.
3. Usuwamy wszystkie sześciany przyległe do środków ścian pierwotnego sześcianu oraz sześcian znajdujący się w jego środku.
4. Do każdego z 20 pozostałych sześcianów stosujemy poprzednią procedurę.

Po nieskończonej liczbie powtórzeń opisanych operacji otrzymujemy kostkę Mengera.
Poniższy pseudokod, będący rekurencyjną implementacją kostki Mengera, wykorzystywany jest często w wielu językach programowania, przy czym:
- n – złożoność – liczba całkowita nieujemna,
- x, y, z – współrzędne środka,
- d – długość krawędzi:

```
Menger(n,x,y,z,d):

 
jeżeli
 n=0
  
to
 utwórzSześcian(x,y,z,d)
  
w przeciwnym przypadku

   
dla
 i={-1,0,1}
    
dla
 j={-1,0,1}
     
dla
 k={-1,0,1}
      
jeżeli
 (i*i+j*j)*(i*i+k*k)*(j*j+k*k)>0
       
to
 Menger(n-1,x+i*d/3,y+j*d/3,z+k*d/3,d/3)
```

- Sześcian
- 1. iteracja
- 2. iteracja
- 3. iteracja
- 4. iteracja
- 5. iteracja

## Własności
Każda ściana kostki jest dywanem Sierpińskiego. Przekątna kostki jest zbiorem Cantora. Kostka jest zwartym podzbiorem przestrzeni euklidesowej, a jej miara Lebesgue’a jest równa 0.

## Definicje formalne

### Definicja rekurencyjna
Precyzyjne określenie kostki Mengera jest następujące:
{\displaystyle M:=\bigcap _{n\in \mathbb {N} }M_{n},}
gdzie {\displaystyle M_{0}} oznacza sześcian {\displaystyle \{(x,y,z):0\leqslant x,y,z\leqslant 1\}}
{\displaystyle M_{n+1}:=\left\{(x,y,z)\in \mathbb {R} ^{3}:\ {\exists i,j,k\in \{0,1,2\}:(3x-i,3y-j,3z-k)\in M_{n} \atop {\mbox{ i co najwyżej jedna z liczb }}i,j,k{\mbox{ jest rowna 1 }}}\right\}.}

### Definicja nierekurencyjna
Kostkę Mengera można też zdefiniować w równoważny sposób, nie używając rekurencji.
Kostka Mengera to domknięcie zbioru punktów {\displaystyle (x,y,z)} takich, że {\displaystyle 0\leqslant x,y,z\leqslant 1} i w nieskończonych rozwinięciach współrzędnych {\displaystyle x,y,z} w trójkowym systemie liczbowym nigdzie na tej samej pozycji cyfra 1 nie występuje więcej niż jeden raz.

### Dokładna kostka Sierpińskiego

„Galaretkowa” objętościowa animacja dokładnej kostki Sierpińskiego poprzez kroki rekurencji. Aby umożliwić lepszą widoczność, ciemniejsze obszary oznaczają pustą przestrzeń. Wybrane przekroje tnące największą wnękę centralną równolegle do ścian prostopadłościanu są dywanami Sierpińskiego

Kostka Mengera nie jest dokładnym odpowiednikiem kostki Sierpińskiego. Używając dokładnie logiki konstrukcji dwuwymiarowej dywanu w trzech wymiarach, należy z każdą rekurencją usuwać jedynie zmniejszoną kostkę centralną bez kostek bocznych.
Inaczej w dywanie należałoby usuwać nie jeden, a pięć kwadratów tworzących razem krzyż grecki.
Oczywiście struktura fraktalna takiej kostki nie jest widoczna od razu bez jej przecięcia.
Ponieważ liczba elementów wypełniających rośnie teraz o czynnik {\displaystyle 26} przy zachowaniu skali zmniejszania, jest ona prawie trójwymiarowa i jej wymiar Hausdorffa wynosi:
{\displaystyle \log _{3}26=\log(26)/\log(3)\approx 2{,}965647.}
W podobny sposób można konstruować inne kostki fraktalne, usuwając w każdym kroku z większych kostek dowolną liczbę {\displaystyle N} kostek mniejszych w skali {\displaystyle 1/3,} np. kostkę centralną i {\displaystyle 8} kostek narożnych, i w ogólności niesymetrycznie. Większość tak skonstruowanych kostek jest także dziwnymi geometrycznie w przestrzeni trójwymiarowej fraktalami o wymiarze Hausdorffa
{\displaystyle \log _{3}(27-N)=\log(27-N)/\log(3)}
nie będącym liczbą naturalną.
Jedynie rekurencyjne usuwanie 26 kostek, zostawiając jedną w rogu, zbiega do trywialnego jednego punktu o wymiarze {\displaystyle 0.}